# Perilampus granulosus
Perilampus granulosus är en stekelart som beskrevs av Crawford 1914. Perilampus granulosus ingår i släktet Perilampus och familjen gropglanssteklar. Inga underarter finns listade i Catalogue of Life.